# Carin Clonda
Carin Lydia Clonda (* 1. März 1961 in Sydney), auch Alexia Clonda, ist eine ehemalige australisch-estnische Squashspielerin.

## Karriere
Carin Clonda war insbesondere in den 1980er-Jahren als Squashspielerin aktiv. Ihre höchste Platzierung in der Weltrangliste erreichte sie mit Rang fünf im Januar 1984. Mit der australischen Nationalmannschaft wurde sie 1983 Weltmeisterin. Im Finale gegen England gewann sie ihre Partie gegen Martine Le Moignan in drei Sätzen und steuerte so einen Punkt zum 2:1-Gesamtsieg bei. Clonda gehörte auch 1985 zum australischen Kader. Zwischen 1979 und 1990 stand sie fünfmal im Hauptfeld der Weltmeisterschaft im Einzel und erzielte dabei 1983 ihr bestes Resultat mit dem Einzug ins Halbfinale. In vier Sätzen verlor sie gegen Rhonda Thorne. Ab 2009 spielte sie nochmals vermehrt auf World-Tour-Turnieren in Australien, aufgrund ihrer Abstammung aber unter estnischer Flagge.
Nach ihrer aktiven Karriere war sie im administrativen Bereich und als Trainerin tätig. Bereits 1983 war sie eines der Gründungsmitglieder der Women’s Squash Players’ Association gewesen und von 1985 bis 1989 dessen Vorsitzende. Später hatte sie verschiedene Ämter bei Squash Australia und dem Verband von New South Wales inne und fungierte bei verschiedenen Profiturnieren als Turnierdirektorin. Bereits im Teenageralter outete sich Clonda als lesbisch und hatte als erste offen lesbische Squashspielerin im Laufe ihrer Karriere mit Beeinträchtigungen zu kämpfen. Ihre Karriere wurde zudem durch zahllose gesundheitliche Probleme überschattet. Clonda leidet an chronischem Asthma. Zudem musste sie sich einer Tumorentfernung an ihrem Bein sowie einer Spondylodese unterziehen. Auch wurde bei ihr ein Chronisches Fatigue-Syndrom diagnostiziert. Da sie trotz all dieser Probleme dennoch immer wieder, auch im Seniorensportbereich, Erfolge erzielte, erhielt sie 2008 für ihr Durchhaltevermögen in New South Wales den Sue Fear Award. Aber auch nach ihrer Zeit als Spielerin blieb sie von gesundheitlichen Rückschlägen nicht verschont. 2009 mussten ihr neue Hüftgelenke eingesetzt werden, 2018 erlitt sie einen Herzinfarkt.
Im Jahr 2000 erhielt sie die Australian Sports Medal. 2010 wurde sie zudem für ihre Verdienste um den Squashsport mit der Medal of the Order of Australia ausgezeichnet. Nach einem Gerichtsurteil wegen Untreue wurde ihr diese Auszeichnung wieder entzogen.

## Erfolge
- Weltmeisterin mit der Mannschaft: 1983